# Вилфрид Нифлор
Вилфрид Нифлор (собственото име на немски, фамилията на френски: Wilfried Niflore) е френски футболист, състезател на Литекс (Ловеч) (2008 – 2011), централен нападател. Висок е 186 см.

## Кариера
През кариерата си играл за отборите на Тулуза, Кан, Тур и Гьоньон. Присъедини се към отбора от града на люляците през зимната пауза на сезон 2007/2008. От него се очаква да замести успешно продадения на Газиантепспор досегашен голмайстор на „оранжевите“ Бето. Прави дебют в А група на 1 март 2008 в нулевото реми при гостуването на отбора на ЦСКА в София, а първия си гол отбелязва на 8 март същата година още в 4-тата минута при победата на „оранжевите“ в Ловеч над отбора на Вихрен с 2:0 . На 2 октомври 2008 отбелязва изравнителното попадение за престижното равенство на „оранжевите“ при гостуването на Астън Вила в мач от турнира за Купата на УЕФА. На 26 октомври 2008 при гостуването на Локомотив Пд. получава неприятна контузия. Претърпява операция във Франция и се завръща в игра след пет месеца. Това става на 4 март 2009 г. когато Литекс гостува на Несебър в мач от турнира за Купата на България. Сезон 2009 – 2010 е повече от успешен за него. С екипа на Литекс французина става шампион на България и голмайстор на първенството като отбелязва 19 гола. На 31 януари 2011 г. е продаден на френския втородивизионен Ним Олимпик, а трансферната сума по контракта не се съобщава.

## Успехи
Литекс Ловеч
- Шампион – 2009 – 2010
- Купа на България (2): 2008, 2009
- Суперкупа на България – 2010
- Голмайстор на България – 2009 – 2010